# تود فريزر
تود فريزر (بالإنجليزية: Todd Frazier)‏ هو لاعب كرة قاعدة أمريكي، ولد في 12 فبراير 1986 في بوينت بليزانت في الولايات المتحدة.

## وصلات خارجية
- تود فريزر على موقع دوري كرة القاعدة الرئيسي (الإنجليزية)
- تود فريزر على موقعبيزبول رفرنس.كوم (الدوري الرئيسي) (الإنجليزية)
- تود فريزر على موقعبيزبول رفرنس.كوم (الدوري الثانوي) (الإنجليزية)
- تود فريزر على موقع إي إس بي إن.كوم (أم.أل.بي) (الإنجليزية)
- تود فريزر على موقع مشجعي الرسوم البيانية (الإنجليزية)
- تود فريزر على موقع اللجنة الأولمبية الدولية (الإنجليزية)
- تود فريزر على موقع أوليمبيديا (الإنجليزية)